# Барон Кренворт

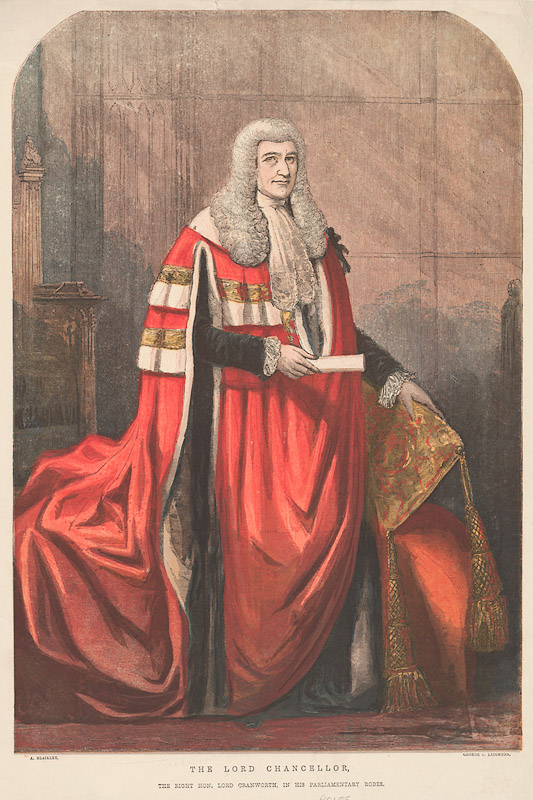
Роберт Монси Рольф, 1-й барон Кренворт (1790—1868)

Барон Кренворт — аристократический титул в системе Пэрства Соединённого королевства, созданный дважды в британской истории. Впервые титул барона Кренворта был создан 20 декабря 1850 года для адвоката и либерального политика, сэра Роберта Рольфа (1790—1868), который был сделан бароном Кренвортом из Кренворта в графстве Норфолк. Он заседал в Палате общин от Пенрина и Фалмута (1832—1840), занимал должности генерального солиситора (1834, 1835—1839), вице-канцлера (1850—1851) и лорда-канцлера (1852—1858, 1865—1866). В 1868 году после смерти бездетного Роберта Рольфа баронский титул прервался.
Вторично баронский титул был воссоздан 28 января 1899 года для Роберта Гёрдона (1829—1902), который стал бароном Кренвортом из Леттона и Кренворта в графстве Норфолк. Ранее он представлял в Палате общин Южный Норфолк (1880—1885) и Средний Норфолк (1885—1892, 1895).
По состоянию на 2023 год носителем титула являлся его правнук, Филип Бертрам Гёрдон, 3-й барон Кренворт (род. 1940), который стал преемником своего деда в 1964 году. Он был сыном достопочтенного Роберта Бремптона Гёрдона, который был убит в бою в Ливии в июле 1942 года.

## Бароны Кренворт, первая креация (1850)
- 1850—1868: Роберт Монси Рольф, 1-й барон Кренворт (18 декабря 1790 — 26 июля 1868), старший сын преподобного Эдмунда Рольфа (1763—1795)[1].

## Бароны Кренворт, вторая креация (1899)
- 1899—1902: Роберт Гёрдон, 1-й барон Кренворт (18 июня 1829 — 13 октября 1902), старший сын Брамптона Гёрдона (1797—1881)[2];
- 1902—1964: Бертрам Фрэнсис Гёрдон, 2-й барон Кренворт (13 июня 1877 — 4 января 1964), второй сын предыдущего[3];
- 1964 — настоящее время: Филип Бертрам Гёрдон, 3-й барон Кренворт (род. 24 мая 1940), второй (младший) сын лейтенанта достопочтенного Роберта Бертрама Гёрдона (1904—1942), внук предыдущего[4];
  - Наследник титула: достопочтенный Саша Уильям Робин Гёрдон (род. 12 августа 1970), старший сын предыдущего[5];
    - Наследник наследника: Алек Мартин Филипп Гёрдон (род. 8 января 2006), единственный сын предыдущего[6].